# ایران در ۲۰۱۳
ایران در ۲۰۱۵ گاه‌شماری از مهم‌ترین رویدادها در سال ۲۰۱۵ در کشور ایران است.

## متصدیان
- مقام معظم رهبری – علی خامنه ای
- رئیس جمهور – محمود احمدی نژاد (۱۳۸۴–۱۳۹۲)
- رئیس جمهور – حسن روحانی (۱۳۹۲–تاکنون)
- معاون رئیس جمهور – محمدرضا رحیمی (۱۳۸۸-۱۳۹۲)
- نایب رئیس – اسحاق جهانگیری (1392 تا کنون)
- رئیس مجلس - علی لاریجانی
- رئیس کل دادگستری - صادق لاریجانی

## مناسبت ها

### ژانویه
- 28 ژانویه - خبرگزاری دولتی ایران اعلام کرد که یک میمون با موفقیت توسط آژانس فضایی ایران به فضا فرستاده شد و به سلامت با موشک پیشگام بازگشت. [۱]

### ژوئن
- ژوئن 13 - حسن روحانی به عنوان هفتمین رئيس جمهور ایران انتخاب شد.